# 1975
| 1975                                                                     |
| ------------------------------------------------------------------------ |
| Dødsfald - Fødsler                                                       |
| • Begivenheder • Film • Litteratur • Musik • Politik • Sport • Videnskab |

| Gregoriansk kalender | 1975 MCMLXXV            |
| Ab urbe condita      | 2728                    |
| Armensk kalender     | 1424 ԹՎ ՌՆԻԴ            |
| Kinesiske kalender   | 4671 – 4672 甲寅 – 乙卯 |
| Etiopisk kalender    | 1967 – 1968             |
| Jødisk kalender      | 5735 – 5736             |
| Hindukalendere       |                         |
| - Vikram Samvat      | 2030 – 2031             |
| - Shaka Samvat       | 1897 – 1898             |
| - Kali Yuga          | 5076 – 5077             |
| Iransk kalender      | 1353 – 1354             |
| Islamisk kalender    | 1395 – 1396             |

Regerende dronning i Danmark: Margrethe 2. 1972-2024
Se også 1975 (tal)

## Begivenheder
- Den spanske hær forlader Spansk Vestsahara. Saharaui-republikken (RASD) opstår. Marokko invaderer det tidligere Spansk Vestsahara.

### Januar
- 1. januar – John N. Mitchell, H. R. Haldeman, John D. Ehrlichman erklæres skyldige i dækningen over Watergate og modtager en dom på fra 30 måneder til 8 års fængsel den 21. februar.
- 1. januar – Skuespilleren Charlie Chaplin bliver adlet.
- 7. januar – Phnom Penh falder i Vietnamkrigen.
- 9. januar Folketingsvalg i Danmark.
- 10. januar – 10 sømænd omkommer da den polske trawler Brda forliser i Hanstholm Havn
- 15. januar - Angola opnår uafhængighed fra Portugal

### Februar
- 11. februar – Margaret Thatcher vinder over Edward Heath i den interne dyst for lederskabet over det britiske konservative parti

### Marts
- 6. marts - Iran og Irak offentliggør, at de har løst deres grænseuoverensstemmelser
- 11. marts - de første 1000-kronesedler sættes i omløb
- 21. marts - Etiopien bliver en selvstændig republik
- 25. marts - Kong Faisal af Saudi-Arabien bliver myrdet af sin mentalt forstyrrede nevø, prins Faisal. Ny konge bliver Khalid

### April
- 2. april - CN Tower i Toronto, Canada, står færdig og er med sine 553,33 m verdens højeste fritstående struktur
- 10. april - Folketinget beslutter, at Christiania skal være afviklet senest i april 1976
- 17. april – Pol Pot udnævner den "Demokratiske repubik Kampuchea" i Cambodia og bliver dets premierminister (1975-1979)
- 20. april - HT, Hovedstadens Trafikselskab, indfører det nye zonetakstsystem. Premieren går stille af, fordi de fleste af chaufførerne strejker for ligeløn
- 24. april - tyske terrorister fra Baader-Meinhof-gruppen dræber to gidsler på den vesttyske ambassade i Stockholm og sprænger bygningen i luften
- 29. april - der iværksættes en storstilet evakuering af de sidste amerikanere i Sydvietnam med helikoptere, Operation Frequent Wind, umiddelbart inden Saigons fald
- 30. april – Vietnamkrigen ender med kommunisternes overtagelse af Saigon. Syd-Vietnam overgiver sig betingelsesløst

### Maj
- 1. maj - de første kvindelige konstabler uddannes ved Livgarden
- 1. maj - Solmærket kommer på gaden for første gang.
- 15. maj – det amerikanske handelsskib Mayaguez, beslaglagt af cambodianske styrker, undsættes af amerikanske flåde- og marinetropper. 38 dør.
- 16. maj - som første kvinde bestiger den 35-årige japanske husmoder Junko Tabei det 8.848 meter høje Mount Everest
- 16. maj - Indien annekterer Sikkim efter en folkeafstemning i bjerglandet, hvor flertallet stemmer for indlemmelsen i Indien
- 22. maj - Rhodesia udelukkes fra de olympiske lege på grund af landets racepolitik
- 23. maj - Togkollision i Borup
- 26. maj - som den første vestlige monark indleder dronning Margrethe, ledsaget af prins Henrik, et statsbesøg i Sovjetunionen
- 30. maj – ESA, den europæiske rumorganisation, oprettes

### Juni
- 5. juni - Dronning Margrethe udnævnes til æresdoktor ved Cambridge
- 5. juni - efter at have været lukket i otte år af vragrester og israelske bomber, genåbnes Suezkanalen af Egyptens præsident Anwar Sadat
- 8. juni - USSR opsender Venera 9 mod planeten Venus
- 10. juni - franske prostituerede i de større byer drives ud af kirkerne, som de har besat i et forsøg på at få legaliseret prostitution
- 11. juni - Folketinget vedtager at købe 48 F-16 fly
- 12. juni - i Indien dømmes Indira Gandhi for valgsvindel
- 18. juni - Kong Faisals morder, prins Feisal henrettes offentligt i Riyadh, Saudi-Arabien
- 20. juni - Napoleons berømte trekantede hat sælges på auktion i Paris for 225.000 kr.
- 24. juni - et amerikansk fly med 124 om bord styrter ned på motorvej nær Kennedy-lufthavnen. 100 omkommer, heriblandt 2 danskere og 16 nordmænd
- 25. juni - Mozambique, tidligere portugisisk koloni, bliver uafhængig
- 26. juni - Indira Gandhi beskyldes for valgsvindel
- 27. juni - jagt på finhvaler forbydes

### Juli
- 15. juli – Apollo og Sojuz rumskibene letter før det amerikansk-sovjetiske møde i rummet
- 17. juli - et amerikansk Apollo-rumskib og det sovjetiske rumskib Sojuz 19 gennemfører en vellykket sammenkobling, mens de er i kredsløb om Jorden.
- 30. juli - I Helsingfors vedtager en stor forsamling af statsmænd Helsingfors-erklæringen om Europas sikkerhed

### August
- 1. august - Ved OSCE-topmødet underskriver statslederne fra Øst og Vest Helsingfors-erklæringen, hvor bl.a. USA og Vesteuropa anerkender grænsedragningen i Europa efter 2. verdenskrigs afslutning, og Sovjetunionen anerkender at ville respektere bl.a. menneskerettigheder.
- 10. august – Under en periode med sommervarme og masser af solskin sættes der dansk rekord med 36,4° C målt nær Holstebro.
- 15. august – Bangladeshs præsident Sheikh Mujibur Rahman dræbes under et blodigt militærkup i Bangladesh

### September
- 5. september – Præsident Gerald Ford overlever et attentat i Sacramento i Californien
- 9. september - New York City, the big apple, sættes under administration
- 16. september - Papua New Guinea opnår uafhængighed fra Australien
- 16. september - prototypen for Sovjetunionens jagerfly Mikojan MiG-31 ('Foxhound') flyver første gang
- 19. september - BBC udsender første episode af Fawlty Towers (Halløj på badehotellet)
- 22. september – Præsident Gerald Ford overlever endnu et attentat. Attentatpersonen var igen en kvinde.

### Oktober
- 9. oktober - Andrei Sakharov, ofte kaldt "den russiske brintbombes fader", bliver den første russer, som modtager Nobels fredspris. De russiske myndigheder nægter Sakharov tilladelse til at rejse til Norge for at modtage prisen
- 11. oktober - Bill Clinton (William Jefferson Clinton) og Hillary Rodham bliver gift i Fayetteville, Arkansas, USA. De bliver senere præsidentpar i USA (1993-2001)
- 30. oktober - Prins Juan Carlos bliver Spaniens fungerende regent, da han overtager jobbet for landets aldrende præsident general Francisco Franco.

### November
- 11. november – Angola opnår uafhængighed fra Portugal
- 11. november - ni omkommer ved en brand på Nørrebros ”sorte firkant”
- 22. november – Gough Whitlam træder tilbage som premierminister i Australien.
- 22. november – Prins Juan Carlos udnævnes til konge af Spanien
- 25. november – Surinam opnår uafhængighed fra Holland.
- 28. november – Østtimor opnår uafhængighed fra Portugal

### December
- 2. december - Kommunisterne overtager magten i Laos, afskaffer det 600 år gamle kongedømme og udråber Folkerepublikken Laos
- 4. december - medlemmer af den sydmolukkanske frihedsbevægelse kaprer tog i Holland. 2 passagerer dræbes, og ligene smides ud af toget
- 6. december - det islandske patruljeskib Thor vædres af en britisk slæbebåd efter at have kappet trawlet på et britisk fiskefartøj, der fisker indenfor 200 sømilegrænsen
- 7. december – Østtimor invaderes af Indonesien
- 14. december - de sydmolukkanske terrorister, som 12 dage forinden har kapret et tog og dræbt 2 gidsler, overgiver sig
- 21. december – terrorister stormer hotel i Wien, hvor OPEC holder møde, og tager 11 arabiske olieministre som gidsler. To vagtmænd omkommer under skudveksling.

## Født

### Januar
- 2. januar – Dax Shepard, amerikansk skuespiller.
- 3. januar – Jason Marsden, amerikansk skuespiller.
- 5. januar – Bradley Cooper, amerikansk skuespiller.
- 11. januar – Matteo Renzi, italiensk politiker.
- 15. januar – Sophie Wilmès, belgisk politiker.
- 31. januar – Preity Zinta, indisk skuespillerinde.

### Februar
- 2. februar – Ibi Makienok, dansk model og skuespillerinde.
- 4. februar – Natalie Imbruglia, australsk sangerinde.
- 5. februar – Giovanni van Bronckhorst, hollandsk fodboldspiller.
- 18. februar – Simon Kvamm, dansk sanger og tv-entertainer.
- 22. februar – Drew Barrymore, amerikansk skuespillerinde.

### Marts
- 1. marts - Valentina Monetta, sammarinsk sangerinde.
- 24. marts – Thomas Johansson, svensk tennisspiller.

### April
- 1. april – Michael Poulsen, forsanger i rock-bandet Volbeat.
- 6. april – Zach Braff, amerikansk skuespiller.
- 13. april – Pelle Dragsted, dansk politiker.
- 23. april – Peter Christensen, dansk folketingsmedlem.

### Maj
- 1. maj – Maya Ilsøe, dansk manuskriptforfatter.
- 2. maj – David Beckham, engelsk fodboldspiller.
- 8. maj – Enrique Iglesias, spansk/amerikansk sanger og sangskriver.
- 14. maj – Nicki Sørensen, dansk cykelrytter.
- 15. maj – Ray Lewis, amerikansk fodboldspiller.
- 20. maj – Isaac Galvez, spansk sprinter og banecykelrytter (død 2006).
- 27. maj – Jamie Oliver, engelsk mesterkok.

### Juni
- 4. juni – Angelina Jolie, amerikansk skuespillerinde.
- 7. juni – Allen Iverson, amerikansk basketballspiller.
- 25. juni – Vladimir Kramnik, russisk skakspiller.
- 27. juni – Tobey Maguire, amerikansk skuespiller

### Juli
- 5. juli – Ai Sugiyama, japansk tennisspiller.
- 6. juli – Anders "Anden" Matthesen, dansk komiker og skuespiller.
- 18. juli - Daron Malakian, amerikansk/armensk guitarsist i System of a Down.
- 20. juli - Judy Greer, amerikansk skuespillerinde.
- 26. juli - Liz Truss, britisk politiker.
- 27. juli - Natasha Friis Saxberg, digital strateg, forfatter og foredragsholder.
- 28. juli - Morten Albæk, dansk erhvervsmand og forfatter.

### August
- 3. august – Line Kruse, dansk skuespillerinde.
- 7. august – Charlize Theron, sydafrikansk skuespillerinde.
- 16. august – Taika Waititi, newzealandsk filminstruktør og skuespiller.
- 29. august – Pelle Hvenegaard, dansk skuespiller og tv-vært.

### September
- 6. september – Søren Huss, forsanger i Saybia.
- 18. september – Jason Sudeikis, amerikansk skuespiller.
- 20. september – Juan Pablo Montoya, colombiansk racerkører.
- 20. september – Clement Kjersgaard, dansk tv-vært, skribent og foredragsholder.
- 23. september – Lærke Winther Andersen, dansk skuespillerinde.
- 25. september – Matt Hasselbeck, amerikansk fodboldspiller.
- 25. september – Declan Donnelly, engelsk tv-vært.
- 28. september – Ana Brnabić, serbisk politiker.
- 30. september – Marion Cotillard, fransk skuespillerinde.

### Oktober
- 1. oktober - H. Roland J., dansk filmproducer, filminstruktør.
- 5. oktober – Kate Winslet, engelsk skuespillerinde.
- 6. oktober – Martin Jørgensen, dansk fodboldspiller.
- 6. oktober – Oliver Bjerrehuus, dansk model.
- 12. oktober – Marion Jones, amerikansk sprinter.
- 29. oktober – Frank Baumann, tysk fodboldspiller.

### November
- 3. november – Alexander De Croo, belgisk politiker.
- 10. november – Mads Peter Veiby, dansk iværksætter og erhvervsmand
- 19. november – Jens Jacob Tychsen, dansk skuespiller og tegnefilmsdubber.

### December
- 18. december – Sia Furler, australsk sanger.
- 21. december – Charles Michel, belgisk politiker.
- 27. december – Heather O'Rourke, amerikansk skuespillerinde (død 1988).
- 30. december – Tiger Woods, amerikansk golfspiller.

## Dødsfald

### Januar
- 3. januar – Erik Jensen, dansk biskop og kgl. konfessionarius (født 1906).
- 18. januar – Marie Brink, dansk skuespiller (født 1888).
- 22. januar – Clara Pontoppidan, dansk skuespiller (født 1883).
- 27. januar – Bill Walsh, amerikansk filmproducent og forfatter (født 1913).

### Februar
- 3. februar – Umm Kulthum, egyptisk skuespiller og sanger (født 1898).
- 12. februar – Minna Jørgensen, dansk skuespiller (født 1904).
- 13. februar – André Beaufre, fransk general (født 1902).
- 15. februar – Gaetano Zingali, italiensk statistiker, økonom og politiker (født 1894).

### Marts
- 8. marts – George Stevens, amerikansk filminstruktør (født 1904).
- 10. marts – Aase Ziegler, dansk skuespiller (født 1906).
- 13. marts – Margarita Pilikhina, sovjetisk filmfotograf og -instruktør (født 1926).
- 13. marts – Ivo Andrić, serbokroatisk forfatter og nobelprismodtager (født 1892).
- 14. marts – Susan Hayward, amerikansk skuespiller (født 1917).
- 15. marts – Aristoteles Onassis, græsk skibsreder (født 1906).
- 21. marts – Ingrid Langballe, dansk skuespiller (født 1900).
- 21. marts – Jørgen Saxild, dansk ingeniør og medstifter (født 1891).
- 23. marts – Mette von Kohl, dansk skuespiller (født 1917).

### April
- 3. april – Mary Ure, skotsk skuespiller (født 1933).
- 5. april – Chiang Kai-shek, kinesisk general og politiker (født 1887).
- 9. april – Lia Orlandini, italiensk skuespillerinde og stemmeskuespiller (født 1896).
- 12. april – Josephine Baker, amerikansk-fransk danser og sanger (født 1906).
- 17. april – Sarvepalli Radhakrishnan, Indiens præsident 1962-1967 (født 1888).
- 19. april – Aksel Schiøtz, dansk sanger, sangpædagog og professor (født 1906).

### Maj
- 22. maj – Torben Meyer, dansk skuespiller (født 1884).

### Juni
- 3. juni – Eisaku Sato, japansk premierminister og nobelprismodtager (født 1901).
- 5. juni – Paul Keres, estisk skakspiller (født 1916).
- 25. juni – Robert Stolz, østrigsk komponist, sangskriver og dirigent (født 1880).
- 26. juni – Josemaría Escrivá, spansk romersk-katolsk præst og helgen (født 1902).

### Juli
- 5. juli – Mozart Lindberg, københavnsk kriminel (født 1881).
- 8. juli – Ole Dixon, dansk jazzmusiker og skuespiller (født 1935).
- 25. juli – Povl Wöldike, dansk skuespiller (født 1899).
- 29. juli – James Blish, amerikansk sciencefiction-forfatter (født 1921).

### August
- 9. august – Dmitrij Sjostakovitj, russisk komponist (født 1906).
- 14. august – Fredric March, amerikansk skuespiller (født 1897).
- 27. august – Haile Selassie, kejser af Etiopien (født 1892).
- 29. august – Éamon de Valera, irsk politiker og patriot (født 1882).

### September
- 10. september – George Paget Thomson, engelsk fysiker og nobelprismodtager (født 1892).
- 14. september – Knud Hilding, dansk skuespiller (født 1921).
- 20. september – Saint-John Perse, fransk diplomat, digter og nobelprismodtager (født 1887).
- 26. september – Jacob Paludan, dansk forfatter (født 1896).
- 28. september – Johan Hye-Knudsen, kgl. dansk kapelmester, komponist og cellist (født 1896).

### Oktober
- 2. oktober – Arne Weel, dansk skuespiller, instruktør og teaterdirektør (født 1891).
- 30. oktober – Gustav Ludwig Hertz, tysk fysiker og nobelprismodtager (født 1887).

### November
- 3. november – Tajuddin Ahmad, bangladeshisk politiker, 1. premierminister Bangladesh (født 1925).
- 3. november – Muhammad Mansur Ali, bangladeshisk kaptajn og politiker, 3. premierminister Bangladesh (født 1919).
- 3. november – Syed Nazrul Islam, bangladeshisk advokat og politiker, præsident Bangladesh (født 1925).
- 3. november – Abul Hasnat Muhammad Qamaruzzaman, bangladeshisk advokat and politicians (født 1926).
- 4. november – František Dvorník, tjekkisk historiker (født 1893).
- 20. november – Francisco Franco, spansk diktator (født 1892).
- 22. november – Gustav Pedersen, dansk politiker (født 1893).
- 29. november – Graham Hill, britisk racerkører (født 1929).

### December
- 8. december – Thor Bjørklund, norsk møbelsnedker og opfinder (født 1889).
- 8. december – P.A. Fisker, dansk fabrikant og grundlægger (født 1875).
- 15. december - Karl Pündter, tysk skuespiller, instruktør, radiospillefortæller og efter 1945 leder af skoleradioafdelingen ved NWDR i Hamborg (født 1883).
- 24. december – Bernard Herrmann, amerikansk komponist (født 1911).

## Sport
- 12. januar – Super Bowl IX Pittsburgh Steelers (16) vinder over Minnesota Vikings (6)
- 22. marts - Badmintonspilleren Svend Pri slår Rudy Hartono i finalen i All England
- 3. maj – FA Cup finale – Fulham F.C. 0 – 2 West Ham United F.C. Spilles på Wembley Stadion foran 100.000 tilskuere
- 5. juli - Arthur Ashe bliver den første sorte spiller, der vinder Wimbledon-mesterskabet i herresingle
- 9. september - 18-årige Martina Navratilova, tjekkisk tennisspiller, søger politisk asyl i USA
- 12. oktober - i Barcelona taber Danmarks fodboldlandshold en EM-kvalifikationskamp mod Spanien med 2-0
- Ryder Cup, golf – USA 21-Storbritannien og Irland 11
- Vejle Boldklub bliver vinder af DBU's landspokalturnering i fodbold

## Musik
- Shu-bi-dua udsender deres 2. album Shu-bi-dua 2
- Gasolin' udsender deres 5. album Gas 5
- Queen udgiver albummet A Night At The Opera
- 22. marts – den 20. årlige udgave af Eurovision Song Contest afholdes i Stockholm, Sverige. Holland vandt konkurrencen med sangen "Ding-a-dong" af Teach-In.
- 1. november - Elton John's sang ”Island Girl” indtager førstepladsen på ”Billboard Hot 100” hitlisten
- 29. november - Queen topper hitlisterne med Bohemian Rhapsody

## Nobelprisen
- Fysik – Aage Niels Bohr, Ben Roy Mottelson, Leo James Rainwater
- Kemi – John Warcup Cornforth, Vladimir Prelog
- Medicin – David Baltimore, Renato Dulbecco, Howard Martin Temin
- Litteratur – Eugenio Montale
- Fred – Andrei Dmitrievich Sakharov
- Økonomi – Leonid Kantorovich, Tjalling Koopmans